# Piero de Ponte
Fra′ Piero de Ponte, także Pierino, Pierre lub Pietro del Ponte (ur. 1462 w Piemoncie, zm. 18 listopada 1535) – 45. wielki mistrz zakonu joannitów od 26 sierpnia 1534 do śmierci. Władzę na Malcie objął 10 listopada 1534.
Rozpoczął budowę fortyfikacji na Malcie. W 1535 zakupił na Sycylii zboże dla mieszkańców wyspy, a gdy Sycylijczycy nie wywiązali się z kontraktu zmusił sycylijskie statki w maltańskim porcie do sprzedaży ładunku zboża.
Piero de Ponte został pochowany w kaplicy w forcie św. Anioła w Birgu, a następnie jego szczątki zostały przeniesione do konkatedry św. Jana, gdzie został pochowany w głównej krypcie.